# 岩手県道284号花巻田瀬線
岩手県道284号花巻田瀬線（いわてけんどう284ごう はなまきたせせん）は、岩手県花巻市を通る一般県道である。

## 概要
花巻市高松第3地割の国道283号交点からおおむね猿ヶ石川の東側を南東方向へ進んで、東北新幹線と交差後に猿ヶ石川を渡ってさらに釜石自動車道と交差して、花巻市東和町田瀬の岩手県道178号下宮守田瀬線交点に至る。
終点から岩手県道178号下宮守田瀬線を進むと田瀬ダムがある。

### 路線データ
- 実延長 : 18,114.7 m[1]
- 起点：花巻市[1]（国道283号交点）
- 終点：花巻市東和町田瀬[1]（岩手県道178号下宮守田瀬線交点）

## 歴史
- 1994年（平成6年）3月15日 - 県道に認定される[1]。

## 路線状況

### 重複区間
- 岩手県道39号北上東和線：花巻市東和町北成島 - 花巻市東和町安俵

## 地理

### 交差する道路
- 国道283号（花巻市高松第3地割、起点）
- 岩手県道39号北上東和線（花巻市東和町北成島）北緯39度21分50.7秒 東経141度12分0.4秒
- 岩手県道39号北上東和線（花巻市東和町安俵）北緯39度21分57.4秒 東経141度12分53.3秒
- 国道456号（花巻市東和町毒沢）北緯39度20分44.2秒 東経141度14分21.6秒
- 岩手県道178号下宮守田瀬線（花巻市東和町田瀬、終点）

### 沿線の施設など
- 花巻市立矢沢中学校